# Чудин
Чу́дин — село в Україні, у Житомирському районі Житомирської області. Входить до складу Радомишльської міської громади. Розташоване на пагорбі на лівому боці Тетерева за 9 км на північний схід від Радомишля. Сусідні села: Велика Рача (2 км), Кримок (4 км), Березці (4 км), Мала Рача (5 км), Лутівка (6 км).

## Історія
Назву села пов'язують з представниками знатного боярського роду часів Київської Русі — Чудінами, яким приписують заснування цього населеного пункту.
Одна з найперших відомих писемних згадок про Чудин в історичних джерелах датована 1579 роком. У дозволі на побудову Радомисльського замку, який було надано Печерському архімандриту М.Хребтовичу, одним з орієнтирів місця його облаштування серед інших навколишніх сіл вказано й Чудин, як осадне село Тетерівської волості. Як засвідчено описом рухомого і нерухомого майна 1593 р., складеним при його передачі архімандритові Н.Туру, село це входило до маєтностей Києво-печерського монастиря.
Встановлені у Київському воєводстві в 1631 р. податі зобов'язували чудинців сплачувати з двох димів (господарств) — по три злотих, а з двох городників — по 24 гроша.
Історія Чудина пов'язана з багатьма подіями козацької доби. У 1636 році значних збитків завдали Чудину козацька і гусарська хоругви війська королівського ротмістра Людвіга Олізара, які стояли постоєм у Радомислі й довколишніх селах. До суду за зверненням повірених-депутатів притягнуті були окрім Олізара також поручик А.Сокольницький з товариством.
У 1646 році повірений Києво-печерського монастиря М.Пренсецький від імені митрополита Петра Могили скаржився на стражника коронного Самійла Лаща, хоругви якого пограбували чудинских монастирських селян, ґвалтували жінок, чинили інші наруги. Збитки, завдані селу, оцінені були в 120 злотих.
А в лютому 1652 року архімандрит Києво-печерський Й.Тризна подав скаргу до староства Житомирського на управителя Вепринського маєтку Я.Домановського, котрий з озброєним загоном здійснив грабіжницький напад на притетерівські села. У Чудині нападники забрали у селян двох коней і шість волів.
Певне спустошення, що спостерігалось на Правобережжі після Хмельниччини і наступних україно-російських і польських протистоянь, спричинило королівський указ від 1682 р., за яким від Києво-печерського монастиря було відібрано його маєтності, віддані в управління львівському греко-католицькому єпископу Й.Шумлянському. У тому переліку в Чудині обліковано 88 дворів.
За люстрацією подимної податі від 25 січня 1683 р. у Чудині нараховувалося 12 димів, з яких до казни надходило два злотих. Реєстр ревізії митрополичих і поліських сіл 1686 року засвідчив передачу села військовиком Галицької землі Журахівським. Потім поліські маєтності передавалися греко-католиками в орендне володіння. Зокрема за контрактом 1705 року Чудин названо в переліку поселень, орендованих С.Шумлянським.
Під тим же 1705 роком Чудин згадується у зв'язку з повстанням С.Палія. Повстанські загони фастівського козацького полковника владарювали на цих теренах на межі XVII—XVIII століть. Дворяни Рудницькі, які орендували греко-католицькі маєтності перед Шумлянським, скаржились на нього та його дружину про напади на них і про те, що чудинські селяни не підкорялися їм, а податок сплачували Палію.
У XVIII столітті Чудин вважався одним із примітних оселених пунктів краю і належав до маєтностей греко-католицької митрополії, осідок якої був у Радомислі. У візитації Радомисльського деканату 1744 року зазначено, що до Радомисльської церкви Святої Трійці приписано 14 парафіян з Чудина, які «щорічно дають велебній милості парохові роковщизни по дійниці збіжжя, хто якого зможе».
У «Реєстрі димів в добрах Київської митрополії за 1789 р.» у Чудині обліковано 36 димів (господарств).
У середині XVIII століття з поширенням єврейської колонізації краю у Чудині оселилась родина євреїв, яка відкрила в селі корчму. За переписом юдеїв Житомирського повіту 1791 р. їх тут нараховувалося п'ятеро.
У 1795 році після ліквідації греко-католицької митрополичої кафедри в Радомислі Чудин перейшов у володіння Антонія Злотницького, колишнього коменданта Кременецької фортеці.
Згодом той розпродав частину своїх маєтностей, і у середині XIX століття це село вже належало магнату, дворянинові Роману Вержбицькому та його дружині Варварі, які заснували тут свою резиденцію.
Із запровадженням волосного поділу Чудин увійшов до складу Вишевицької волості Радомисльського повіту і за підпорядкованістю належав до З-го поліційного стану, 6-ї дільниці урядника, 1-ї дільниці мирового судді, судового слідчого і мирового посередника.
У 1864 р. в Чудині налічувалося 420 мешканців (224 чоловіки і 196 жінок). 270 жителів сповідували православ'я, 150 — були римо-католиками.
До чудинського маєтку Вержбицьких входили крім того Лутівка, Микгород, Папірня, Березці, Мала Рача. У власності цих поміщиків були також чималі маєтності навколо Терехів (нині — Іванківський район), а загалом мали вони 15 тисяч десятин землеволодінь і 1200 кріпаків. На Тетереві Вержбицькими було побудований водяний млин на дві постави, який діяв у селі до 1970-х рр. Мали ці поміщики у своїй власності й лісові угіддя.
Згодом чудинські маєтності перейшли до їх сина Казимира. За даними 1911—1912 р. тут за ним рахувалося 1475 десятин землі, і він входив до числа найбільших землевласників Радомисльського повіту. По його смерті ці землеволодіння перейшли до дружини Олександри (за реєстром 1913 р. — 122 дес.), донькам Анелі (374 дес.), Марії (270 дес. — у Чудині і Малій Рачі), Стефанії (262 дес.). 381 дес. викупив міщанин, радомисльський почесний громадянин Трохим Шкідченко.
За часів греко-католицької митрополії у 1778 році в селі було побудовано церкву, освячену в ім'я святителя Миколая у день перенесення його мощей (22 травня за новим стилем), дерев'яну, яка попервах була приписана до Радомишльської Свято-Троїцької церкви.
У ХІХ столітті церква у Чудині стала самостійною.
У 1861 році було збудовану нову церкву на узвишші біля теперішнього цвинтаря.
Було відкрито церковно-парафіяльну школу, яка мала статус однокласної. У ній навчалося 20 учнів. Школа утримувалась на кошти громади.
За відомостями 1880 р. до чудинської церкви було приписано 2093 парафіянина: 988 чоловіків і 1105 жінок. Церкві належало 45 десятин землі. У селах парафії, до якої входили Велика Рача, Кримок і Білка з тамтешніми каплицями, рахувалися також 191 католик і лютеранин, 107 євреїв.
Головною святинею храму вважалась старовинна ікона Пресвятої Богородиці.
Селянська реформа 1861 року дала змогу селянам самотужки господарювати на землі. Наразі наприкінці XIX століття в Чудині рахувалося 110 ревізьких селянських господарств, якими оброблялося 630 десятин наданої їм землі. Викупна плата за ці землеволодіння становила 549 руб. 64 коп.
У 1900 році в Чудині налічувалося 87 дворів, у яких проживало 566 жителів, зайнятих переважно хліборобством (273 чоловіки і 293 жінки).
У селі було обліковано 1127 десятин землі, з якої 455 належало поміщикам — нащадкам К.Вержбицького і оброблялися за трипільною системою, 42 дес. перебувало у власності церкви, 630 дес. належало селянам.
У Чудині рахувався «хлібний магазин» (так називалося сховище зернових запасів для стратегічних державних потреб), де на 1 січня 1900 р. зберігалося 110 четвериків озимого і 55 чт. ярового зерна.
Діяв пожежний обоз із 3-х діжок і 3-х багрів.
Під час революції 1905—1907 рр. Чудином промайнули селянські заворушення, спрямовані проти утисків селян мати право на громадські випаси, доступ до лісів тощо.
У липні 1914 року, коли в Радомисльському повіті спалахнув бунт мобілізованих на Світову війну, повсталі погромили у Чудині панський маєток.
Після 1917 року селяни Чудина одними з перших на Радомишльщині розподілили колишні поміщицькі землі між біднотою.
Зі початком радянської окупації у селі, яке підпорядкували Великорацькій сільській раді, було утворено комнезам.
За переписом 1926 р. в Чудині нараховувалося 622 жителі.
У 1930 р. тут організувався колгосп, який назвали іменем Тараса Шевченка.
Як зазначали згодом у своїх зведеннях співробітники НКВС, під час української революції місцеве населення симпатизувало петлюрівцям і соколовцям, а у період колективізації демонструвало «волиночні настрої».
У 1931 році було репресовано жителів села за сфабрикованим звинуваченням про участь у контрреволюційній повстанській організації «Морозівці № 2», яка нібито діяла у Чудині і Великій Рачі. У 1936—1937 рр. репресованих вже заарештовували за належність до викритого тут куркульського угрупування з п'яти осіб. При цьому населений пункт Чудин охарактеризовано уповноваженим НКВС як кримінально-бандитський.
Під жорна репресивних та войовничо-атеїстичних заходів комуністичної влади потрапила у Чудині й церква, яку було спалено в 1929 р.
За радянської влади чудинська школа стала початковою. Відповідно до змін у освітній галузі була вона спочатку трикласною, а потім — чотирикласною.
Село було окуповане нацистськими загарбниками 20 серпня 1941 року. У період окупації в Чудині було утворено сільську управу, підпорядковану Радомисльському гебітскомісаріату генеральної округи «Житомир».
Брали чудинці участь у партизанському русі. 11 жителів села були розстріляні за зв'язок з партизанами і радянську агітацію під час окупації.
На примусові роботи до Німеччини було вивезено окупантами 16 юнаків і дівчат.
Населення Чудина співчутливо ставилося та допомагало харчами, одягом і партизанам, і окремим групам ОУН-УПА, які рейдували в місцевих лісах.
Визволено Чудин Радянською Армією 15 листопада 1943 року.
Під час окупації та визвольних боїв згоріло і було поруйновано 21 будівлю колгоспу і колгоспників.
У пору важких оборонних боїв грудня 1943 р. радянські війська вперто стримували тут потужний наступ гітлерівців, які прагнули будь що повернути Київ. У Чудині дислокувався «заградотряд» Червоної Армії, який вів вогонь по своїх бійцях, щоб позбавити їх можливості відступити. В полі між Великою Рачею і Чудином залишилися по війні десятки безіменних поховань радянських воїнів, які тоді полягли.
У цвинтарній Братській могилі упокоєно 231 воїна 7 гв. кав. дивізії, 271-ї, 304-ї, 322-ї стрілецьких дивізій, 3-ї артилерійської дивізії, які загинули у ході визволення села 10 листопада, під час оборонних боїв 4, 7, 11—18 грудня і наступальних боях 24—26 грудня 1943 р. Прізвища 48 полеглих відомі.
У 1958 р. на могилі було встановлено бетонну скульптуру воїна з меморіальним написом на постаменті.
У 1985 р. на меморіалі добудовано бетонні плити з нанесеними прізвищами воїнів-визволителів і посвятою та прізвищами загиблих воїнів-односельців, що полягли у Другій світовій війні.
Після вигнання нацистів чудинці відновили поруйноване війною господарство.
В 1949 році село було радіофіковане, біля контори колгоспу встановили гучномовець. Того ж року до Чудина подали електрику, з Малорацької електростанції. Ще однієї технічної новації селу довелося чекати 50 років, коли в 1999-му тут була змонтована одна з останніх у Радомишльському районі сільських автоматичних телефонних станцій.
У післявоєнну пору почався відтік молоді із села. Не маючи змоги виїхати з колгоспу за власним бажанням, молоді люди вирушали «за оргнабором» на відбудову промислових центрів, на шахти Донбасу, на комсомольські будови.
1950 року чудинський колгосп увійшов на правах виробничого підрозділу до укрупненого Великорацького колгоспу ім. Кагановича (з 1957 р. — «За комунізм», з 1964 р. — «Росія»).
Очолив укрупнене господарство уродженець Чудина Данило Петров, який у 1935—1939 р.р. і з 1946 р. був головою чудинського колгоспу. На цій посаді він працював до 1973 р. Очолюваний ним колгосп вважався одним з кращих, був «мільйонером», тобто мав мільйонні прибутки, що давало змогу розвиватися, будувати виробничі й соціальні об’єкти. В Чудині зокрема було побудовано будинки для сімей колгоспників, дитячі ясла-садок, мости через Тетерів у напрямку Кримка і до лісової стражі, тваринницький комплекс, вимощено шлях до Великої Рачі, який до того в негоду був не те що непроїзним, а й навіть важко прохідним. Було також частково забруковано центральну сільську вулицю.
У 1957 р. коштом колгоспу в Чудині було побудовано і на Жовтневі свята відкрито клуб із залом більш, ніж на 200 глядачів, бібліотекою, читальнею, просторим фоє, кіноапаратною.
У 1958 році було перебудовано сільську школу. За відомостями 1965 р., чотири вчителі навчали у ній 91 учня.
За досягнуті успіхи і значний внесок у розвиток сільськогосподарського виробництва Д.Петров був двічі удостоєний ордена Леніна - найвищої державної нагороди СРСР, ордена Жовтневої революції, він неодноразово обирався депутатом обласної і районної рад.
Ланкові Ганна Мариношенко і Варвара Петрова, пташник Микола Ханюченко, бригадир Павло Савченко були нагороджені орденами Трудового Червоного Прапора, доярка Любов Ревенко та ланкова Уляна Мариношенко — орденами «Знак Пошани». Хмелярка-ланкова Любов Паламаренко удостоєна звання «Заслужений працівник сільського господарства України».
У 1957—1958 рр. передові сільські трудівники брали участь у Всесоюзних сільськогосподарських виставках і були відзначені виставковим комітетом нагородами та цінними подарунками
Високих виробничих показників досягали чудинські городники, хмелярі, тваринники. Тут була свиноферма, де утримувалось до тисячі свиней. Побудована в Чудині молочно-товарна ферма стала однією з передових у районі, неодноразово перемагаючи у трудовому суперництві серед тваринників Радомишльщини.
Після закриття сільської школи у її приміщенні було обладнано фельдшерсько-акушерський пункт.
У 2012 році в селі біля входу на цвинтар на пожертви мирян було збудовано церкву Вознесіння Господнього, освячену митрополитом Овруцьким і Коростенським Віссаріоном
Уродженцями і вихідцями Чудина є заслужений артист Росії співак Олександр Безпаленко, співачка знаного Поліського хору «Льонок» Тетяна Пастушенко.
У 2002 р. тут придбав собі будинок під дачу науковець, поет і журналіст Віталій Іващенко.
За переписом 1989 р. в Чудині проживало 450 мешканців (198 чоловіків і 252 жінки). Проте через занедбане сільськогосподарське виробництво і відсутність соціального розвитку молодь у пошуках роботи і можливостей розвиватися переселяється до міст, тож чисельність сільського населення стрімко скорочується. І у 2000 р. в Чудині мешкало вже лише 365 жителів, у 2015—259.